# Liste der Monuments historiques in Saint-Germer-de-Fly
Die Liste der Monuments historiques in Saint-Germer-de-Fly führt die Monuments historiques in der französischen Gemeinde Saint-Germer-de-Fly auf.

## Liste der Bauwerke
| Bezeichnung                             | Beschreibung                  | Standort | Kennzeichnung | Schutzstatus | Datum | Bild           |
| --------------------------------------- | ----------------------------- | -------- | ------------- | ------------ | ----- | -------------- |
| Ehemalige Abtei Saint-Germer-de-Fly     | Erbaut ab dem 13. Jahrhundert | (Lage)   | PA00114859    | Inscrit      | 1983  | weitere Bilder |
| Kirche und Kapelle der ehemaligen Abtei | Erbaut ab dem 13. Jahrhundert | (Lage)   | PA00114860    | Classé       | 1840  | weitere Bilder |

## Liste der Objekte
- Monuments historiques (Objekte) in Saint-Germer-de-Fly in der Base Palissy des französischen Kultusministeriums